# Kiko da Silva
Francisco Javier da Silva Irago, artistiquement connu sous le nom de Kiko Da Silva, né à Vigo (Pontevedra) le 20 juin 1979, est un auteur, illustrateur et directeur espagnol d'une maison de bandes dessinées galiciennes.

## Biographie
À l'âge de 17 ans, il reçoit le prix Ourense Comics du meilleur auteur amateur[réf. nécessaire]. Il est diplômé des Beaux-Arts à la Faculté des beaux-arts de Pontevedra. 
En 2002, il a commencé à publier la série Fiz nos biosbardos dans l'hebdomadaire pour enfants Golfiño, distribué par La Voz de Galicia et destiné aux enfants. Il s'agissait de bandes dessinées en couleur d'une page, mettant en vedette un enfant caractérisé par une étrange affection pour les déchets organiques. 
Il dirige le magazine de bande dessinée semestriel BD Banda, en plus de publier quelques bandes dessinées. La publication a été promue par Da Silva lui-même et Cano Paz et a reçu le soutien institutionnel de la ville de Pontevedra dès le deuxième numéro. En 2007, la publication est devenue professionnelle avec la collaboration de la maison d'édition Kalandraka, étant relancée avec un nouveau numéro et une distribution nationale avec une double édition en galicien et en espagnol. 
Il participe au magazine de bande dessinée pour enfants Mister K avec deux séries fixes. Après avoir collaboré à cette publication, il a continué à faire des publications sporadiquement dans El Jueves, avec le personnage Emilio Eurista. 
Il dirige la revue de bande dessinée Retranca et collabore régulièrement avec La Voz de Galicia en plus d'illustrer les monologues de Róber Bodegas. 
En 2012, il a fondé la première école professionnelle de bande dessinée et d'illustration de Galice, connue sous le nom d'O Garaxe Hermético, dans laquelle il travaille comme enseignant.
Aux élections générales d'Espagne en avril 2019 il a été candidat sur la liste du BNG du Congrès des députés de la province de Pontevedra. Il a réitéré sa candidature aux élections générales espagnoles de novembre 2019 en novembre de cette même année.

## Illustrations
Dans le secteur de la littérature pour enfants, il a illustré plusieurs livres pour la maison d'édition Kalandraka : La mémoire des arbres (2000), Quand Martiño voulait remuer dans la nuit des rois (2000), de Chema Heras, Moncho et la tache (2002, écrit par lui-même) ou la souris des champs et la souris de la ville (2004). En 2007, il a publié Ce que les moutons comptent pour dormir et en 2019 Oreste perd la tête.

## Autres
En 2007, il a reçu le prix Xoán Manuel Pintos de la mairie de Pontevedra pour « son engagement constant envers le galicien, étant un exemple de normalité dans l'utilisation de la langue galicienne dans les domaines de l'illustration, de l'humour graphique et de la bande dessinée. »
Il a également peint une fresque pour une bibliothèque publique de Pontevedra.
En 2018, il travaillait à la réalisation de son premier roman graphique, Under the Shadow of Floating Stones.
Lauréat du prix Castelao 2014 avec l'œuvre O inferno do debuxante, publiée en 2016.

## Voir également
- (gl) Site officiel
- Ressource relative à la bande dessinée :   - Lambiek Comiclopedia
- Notices d'autorité :   - VIAF
  - ISNI
  - IdRef
  - LCCN
  - GND
  - Espagne
  - WorldCat
- Blog de l'auteur.
- Kiko da Silva sur Culturagalega.org.
- Page officielle du Garage Hermétique.